# Myth
Myth – seria komputerowych taktycznych gier czasu rzeczywistego. Pierwsze dwie części Myth zostały stworzone i wydane przez firmę Bungie Software, obecnie część Microsoftu funkcjonującą pod nazwą Bungie Studios. Po kupnie Bungie przez Microsoft w 2000 roku, Bungie utraciło prawa do licencji serii Myth na rzecz firmy Take-Two Interactive. Myth III został opracowany przez Mumbo Jumbo Software i wydany przez Take-Two Interactive.

## Daty wydań
- Myth: The Fallen Lords – październik 1997
- Myth II: Soulblighter – grudzień 1998
- Myth: The Total Codex – 1999
- Myth II: Worlds – 2001
- Green Berets – Powered by Myth II – 2001
- Myth III: The Wolf Age – grudzień 2001

## Rozgrywka

### Wstęp
Gracz kontroluje niewielkie oddziały złożone z różnych jednostek odznaczających się swoimi własnymi atutami oraz słabościami. W trybie gry dla pojedynczego gracza, można dowodzić jedynie jednostkami "Światła", lecz tryb gry wieloosobowej pozwala na grę zarówno nimi, jak i armiami "Ciemności".
W przeciwieństwie do wielu innych gier strategicznych obecnych za czasu jej wydania, rozgrywka w Myth nie skupia się na gromadzeniu surowców oraz tworzeniu armii. Ponadto w odstępstwie od pozostałych gier, zaawansowany gracz w Myth jest w stanie pokonać małym oddziałem dużo większą armię wroga, samemu ponosząc niewielkie straty. Jest to w dużej mierze spowodowane zastosowanym w grze silnikiem.
Myth wykorzystuje zaawansowany silnik fizyki gry, dzięki któremu niemal wszystkie obiekty na mapie, nawet pozostałości po zabitych jednostkach, mogą zostać użyte jako pociski. Obiekty te reagują bowiem z innymi obiektami, z jednostkami oraz z podłożem w sposób zgodny z prawami fizyki, a więc możemy zaobserwować jak przedmioty toczą się, odbijają czy roztrzaskują. Strzały wystrzeliwane przez łuczników nie zawsze trafiają w cel, a może tak się stać z wielu powodów. Czynnikiem tym niekiedy jest wiatr, niekiedy po prostu niewielki losowy kąt błędu, który przy dużych odległościach staje się znaczący, a czasem przemieszczenie się celu i uniknięcie przez niego pocisku. Strzały czy oszczepy równie dobrze mogą trafiać w sprzymierzone jednostki, zadając im normalne obrażenia.
Formacje jednostek są ważnym elementem Myth z taktycznego punktu widzenia, ponieważ każda jednostka zajmuje na mapie miejsce i podobnie jak w rzeczywistości, dwie jednostki nie mogą zajmować tej samej pozycji czy przez siebie "przenikać". Dlatego też, odpowiednio dobrane ustawienie oddziału może wzmocnić siłę obrony, spowodować odcięcie drogi ucieczki dla wroga czy wykorzystać złe ustawienie przeciwnika oskrzydlając go. Ponieważ leczenie w Myth jest rzadką zdolnością, a jednostki nie regenerują swojego zdrowia oraz nie ma możliwości tworzenia nowych oddziałów, pojedynki typu "doskocz-uderz-odskocz" oraz odpowiednia ochrona są kluczowe, a każdy zadany punkt obrażenia może mieć wielkie znaczenie.
Gra wykorzystuje również zjawiska pogodowe oraz zróżnicowanie rzeźby terenu. Padający deszcz czy stojąca woda wygaszą eksplozje czy ataki bazujące na ogniu. Łucznicy na podwyższonym terenie potrafią strzelać dalej niż ci stojący w dolinie. Jednocześnie strzelcy są mniej skuteczni przy silnym wietrze. Atak wrogiej jednostki powoduje chwilową niezdolność zaatakowanej jednostki do wykonania ruchu lub ataku, przez co przykładowo pojedyncza jednostka zaatakowana przez trzy jednostki wrogie nie będzie w stanie uciec lub zaatakować i zostanie zniszczona.
Każda jednostka ma imię i zyskuje indywidualnie doświadczenie za każdego zabitego wroga oraz kolejną bitwę, którą przetrwała. Doświadczenie może zwiększyć szybkość ataków, ich celność oraz obniżyć otrzymywane w walce obrażenia. Dlatego też identyczna armia składająca się z doświadczonych wojowników pokona bez problemu taką samą grupę złożoną z jednostek nie posiadających doświadczenia.
Pozostałości po zabitych jednostkach nie znikają. Można nawet przewidzieć przebieg stoczonej walki po ułożeniu na gruncie szczątek martwych ciał oraz ich kończyn. Często miewa to duże znaczenie, zwłaszcza w trybie gry wieloosobowej.

### Gra wieloosobowa
W trybie gry wieloosobowej gracz zaczyna z przydzielonym oddziałem i zazwyczaj może go zmodyfikować poprzez tzw. "wymianę jednostek", dzięki użyciu wartości punktowych, które w przybliżeniu oddają wartość bojową danej jednostki. Odpowiedni dobór armii już sam w sobie ma duże strategiczne znaczenie.
Rodzaje gier możemy ogólnie podzielić na FFA (ang. free-for-all), gdzie każdy z graczy ma swoją własną armię i rywalizuje on ze wszystkimi innymi uczestnikami lub też grę drużynową, gdzie każda armia jest kontrolowana przez grupę graczy z kapitanem na czele, którego zadaniem poza samą grą jest rozdzielenie jednostek pomiędzy swoich kolegów z drużyny, choć nawet gdy już to zrobi, ma możliwość kontroli nad nimi wszystkimi. Istnieje wiele rodzajów gry wieloosobowej, zaczynając od prostego "Body Count" (dosłownie "Liczenie Ciał") aż po bardziej skomplikowane rozgrywki z udziałem flag, piłek czy zwierząt.
W grze występują różne tryby prowadzenia rozgrywki wieloosobowej:
- Body Count: Gracz lub drużyna, która zada najwięcej punktów obrażenia w danym czasie wygrywa.
- Capture the Flag: Każdy z graczy lub drużyn ma flagę przy jego startowej pozycji. Jeśli zostanie ona kiedykolwiek stracona, chociaż na moment, gracz który ją kontrolował jest eliminowany z gry.
- Last Man on the Hill: Flaga znajduje się pośrodku mapy. Zwycięzcą jest gracz, który kontroluje flagę w momencie końca upływu czasu. Jeśli kilku graczy toczy w tym momencie walkę o flagę, następuje tzw. "nagła śmierć", gdzie gra kończy się zwycięstwem gracza, który będzie samodzielnie kontrolował flagę przez 5 sekund.
- King of the Hill: Flaga znajduje się pośrodku mapy. Na koncie gracza zapisuje się każda sekunda, podczas której kontroluje on lub walczy o flagę. Gdy gra dobiega końca, zwycięża gracz z największą ilością czasu na koncie.
- Territories: Na mapie znajduje się kilka rozrzuconych regularnie flag. Zwycięża gracz, który wraz z końcem gry posiada największą ilość flag. Jeśli wraz z końcem, którakolwiek z flag nie jest jeszcze w samodzielnym posiadaniu jednego z graczy, rozgrywka przechodzi do nagłej śmierci.
- Flag Rally: Na mapie znajduje się kilka rozrzuconych regularnie flag. Zwycięża ten, kto jako pierwszy przejmie kontrolę nad każdą flagą (nie trzeba ich bronić, każdą z nich wystarczy przejąć choćby na sekundę).
- Steal the Bacon: Pośrodku mapy znajduje się piłka. Każda jednostka może ruszyć piłkę, po prostu na nią wchodząc. Będzie się ona toczyła w kierunku, w którym porusza się popychająca ją jednostka. Piłka może być również wystrzelona przez eksplozje. Zwycięża gracz, który kontroluje piłkę wraz z końcem gry. Jeśli nie jest ona kontrolowana samodzielnie przez któregoś z graczy, następuje nagła śmierć.
- Captures: To samo co "Territories", lecz z użyciem piłek zamiast flag.
- Scavenger Hunt: To samo co "Flag Rally", lecz z użyciem piłek zamiast flag.
- Balls On Parade: To samo co "Capture the Flag", lecz z użyciem piłek zamiast flag.
- Assassin: Każdy z graczy posiada cel dla wroga, z reguły jest to bezużyteczny Baron, choć może być to jakaś silniejsza jednostka. Jeśli cel zginie, gracz który go kontrolował jest eliminowany z gry.
- Stampede: Każda z drużyn posiada jedną lub więcej flag oraz stado zwierząt lub grupę wieśniaków. Każde zwierzę, które dotrze do wrogiej flagi jest teleportowane poza mapę, a drużyna, która je kontrolowała, zyskuje punkt. Zwycięża drużyna z największą ilością punktów. Gra kończy się, gdy mija czas bądź wszystkie zwierzęta zostały już teleportowane lub zabite.
- Hunting: Na mapie znajduje się wiele kontrolowanych przez komputer zwierząt, jak jelenie czy jastrzębie. Za każde zabite zwierzę, zyskuje się jeden punkt. Zwycięża ten, kto wraz z końcem czasu zgromadzi największą ilość punktów.

### Gra jednoosobowa
W kampanii dla pojedynczego gracza, gracz rozpoczyna misję z przydzieloną armią i musi jej użyć by osiągnąć wyznaczone cele. Może to być przykładowo obrona danego obszaru, dotarcie do jakiegoś miejsca, bezpieczne eskortowanie jednostek, czy też zniszczenie jakiegoś obiektu bądź zabicie określonego wroga. W niektórych przypadkach gracz ma możliwość przyłączenia do swojej armii nowych jednostek w trakcie trwania gry, lecz jest to raczej wyjątek niż reguła.
W serii gier Myth kampanie dla pojedynczego gracza skupiają się i wymuszają na graczu odpowiednie manewrowanie małym oddziałem w celu pokonania dużo większych sił nieprzyjaciela. Dlatego też ważne jest odpowiednie użycie terenu oraz formacji jednostek. Korzystanie z różnic wysokości, podkładanie wybuchowych plecaków, czy odpowiednie stosowanie taktyki "uderz i uciekaj" stają się kluczowe w trybie gry dla jednego gracza.
Jednostki w grze jednoosobowej zyskują doświadczenie za każdego zabitego wroga. Wraz ze zdobywanym doświadczeniem stają się one coraz bardziej przydatne, szybciej i celniej atakują oraz zadają więcej obrażeń. O ile w pierwszej części doświadczenie jednostek przechodziło z misji na misję, lecz było zerowane, gdy w kolejnym poziomie nie pojawiały się jednostki danego typu, o tyle w drugiej i trzeciej części serii, jednostki traciły swe doświadczenie tylko w przypadku śmierci. Dlatego też, stało się możliwe stworzenie z czasem armii prawdziwych herosów, zaczynając od niedoświadczonych żołnierzy.